# M'agrada Amèrica i jo li agrado a Amèrica

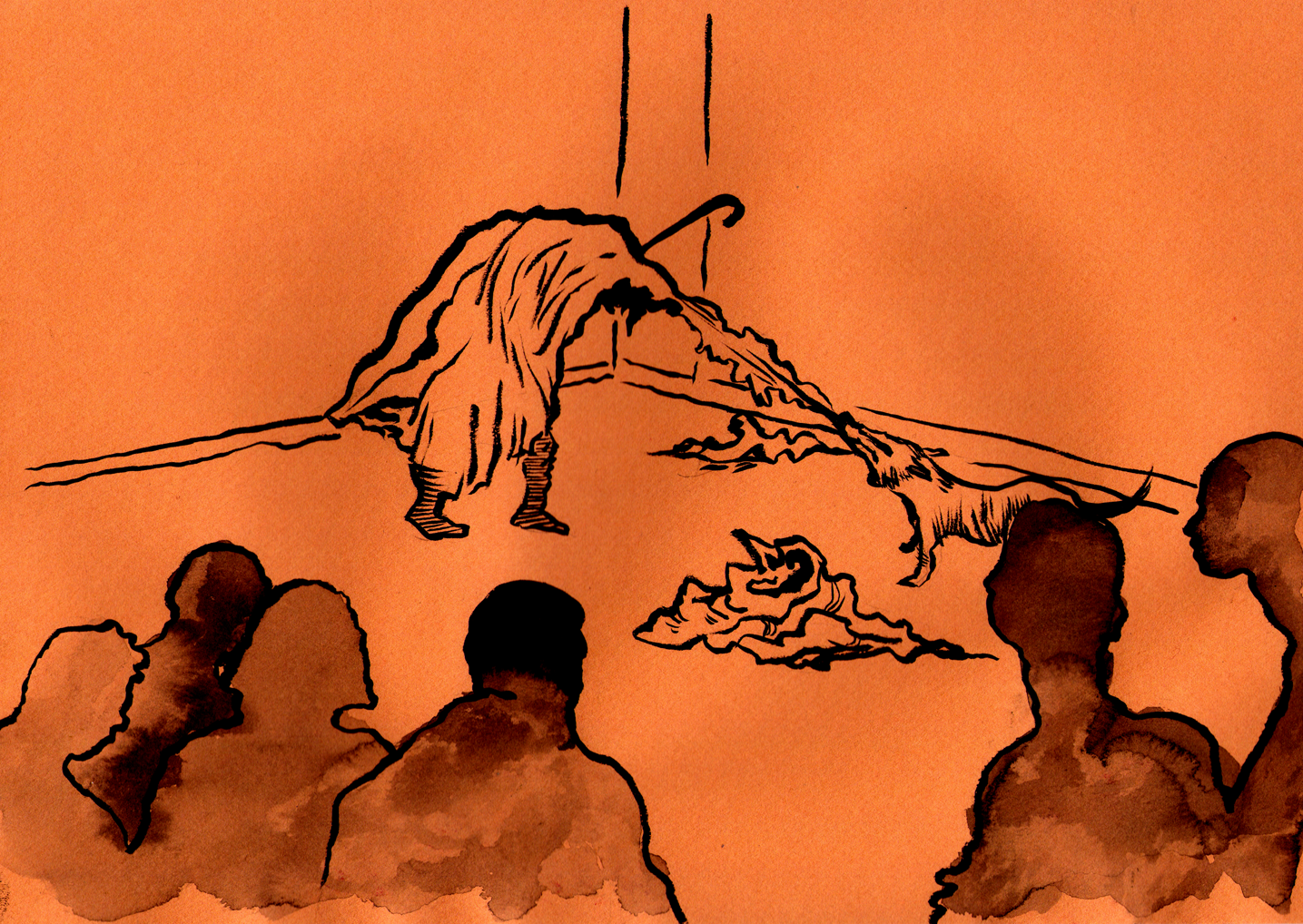
Il·lustració recreant l'acció M'agrada Amèrica i jo li agrado a Amèrica.

M'agrada Amèrica i jo li agrado a Amèrica (en anglès: I Like America and America Likes Me) coneguda també amb el nom Coiot, va ser la primera obra de performance realitzada per l'artista Joseph Beuys l'any 1974 als Estats Units.

## Preliminars
Beuys s'havia guanyat una gran fama dintre dels cercles europeus com una de les figures més importants i originals dintre de l'art conceptual i promotor del desenvolupament del performance, juntament amb altres artistes pertanyents al grup Fluxus com el francès Yves Klein o l'italià Piero Manzoni. Però no va ser fins al mes de gener de 1974 que va realitzar el seu primer viatge a Nova York, on va participar en uns col·loquis públics, i va ser el 23 de maig d'aquest mateix any quan novament hi va tornar per tal de presentar la seva primera obra d'acció a la galeria Rene Block del SoHo de Manhattan.

## Obra
L'obra va començar en el moment del viatge des de Düsseldorf a Nova York. En arribar a l'aeroport Kennedy, Beuys es va embolcallar del cap als peus en una manta de feltre —material ja emprat per l'artista en anteriors representacions i del qual ell pròpiament deia que servia com a aïllant metafòric però també físicament—, va ser conduït en una ambulància de la que se li va treure en llitera per introduir-ho a la galeria, una vegada allà se'l va col·locar en un espai que va compartir, durant set dies, amb un coiot salvatge, separat dels espectadors per una acotació de malla metàl·lica. La performance va consistir en el fet que durant tot aquest temps, realitzava una sèrie de rituals diaris que incloïen converses amb l'animal, oferir-li diversos objectes com ara roba de feltre, guants, llanterna, un bastó i cada dia el diari The Wall Street Journal, el coiot els tocava i també orinava sobre seu.
Tots els objectes utilitzats durant el temps que va durar l'acció junt amb alguns enderrocs de la galeria Rene Block, i per damunt de tot això, sulfur groc que Beuys havia escampat per, segons l'autor, aconseguir com alquímia una transformació de «reconstruir la matèria com una afirmació d'unitat i reconciliació», van ser col·locats el 1979 en la galeria Feldman, en un muntatge titulat Aus Berlín (Des de Berlín) amb motiu de l'exposició retrospectiva de Beuys que es va celebrar aleshores al Guggenheim Museum de Nova York.

## Intenció de l'artista
Segons va explicar Beuys, l'acció va ser el «complex de coiot» que reflectia:
| « | ... la història de la persecució dels indis nord-americans a més a més de la relació completa entre els Estats Units i Europa [...]. Volia concentrar-me només en el coiot, Volia incomunicar-me, aïllar-me, no veure dels Estats Units més que el coiot […] i intercanviar rols amb ell. | » |

 Per a Beuys representava la transformació de la ideologia en la idea de la llibertat. Era aquesta una idea fixa de Beuys portada a «l'escultura social», on es realitzaven llargues discussions amb altres persones i en diferents contexts, segons deia «l'escultura social mobilitzaria la creativitat de cada persona, aconseguint modelar la societat del futur».